# 洛杉矶爱乐乐团
洛杉矶爱乐乐团（英語：Los Angeles Philharmonic，簡寫LA Phil）是一家位于美国加州洛杉矶的管弦乐团，创建于1919年，现任首席指挥为古斯塔沃·杜达梅尔。

## 背景

### 历任指挥
- 古斯塔沃·杜达梅尔（2009年迄今）
- 埃萨-佩卡·萨洛宁（1992年–2009年）
- 安德烈·普列文（1985年–1989年）
- 卡尔罗·马里亚·朱里尼（1978年–1984年）
- 祖宾·梅塔（1962年–1978年）
- 爱德华·范·贝纳姆（1956年–1959年）
- 阿尔弗雷德·华伦斯坦（英语：Alfred Wallenstein）（1943年–1956年）
- 奥托·克伦佩勒（1933年–1939年）
- 阿图尔·罗津斯基（英语：Artur Rodziński）（1929年–1933年）
- 乔治·施内沃特（英语：Georg Schnéevoigt）（1927年–1929年）
- 沃尔特·亨利·罗斯威尔（英语：Walter Henry Rothwell）（1919年–1927年）

## 演出場館
洛杉矶爱乐乐团1964年起使用位于洛杉矶音乐中心的多萝西·钱德勒剧院，2003年后迁入建筑大师弗兰克·盖里设计的沃尔特·迪士尼音乐厅。乐团每年夏季都会在好莱坞露天剧场举办音乐会，并且至少一次到姐妹城市圣巴巴拉演出。

## 榮譽
2021年9月2日，國際天文聯會將428259號小行星命名 Laphil 洛杉磯愛樂樂團 ，以表揚樂團的成就。